# 松本浩代
松本 浩代（まつもと ひろよ、1985年11月6日 - ）は、日本の女性プロレスラー。神奈川県平塚市出身。身長167cm、体重70kg。血液型A型。

## 人物
- ニックネームは「破壊する女」[1]（さくらえみ命名。アイスリボン初参戦時に市ヶ谷の壁を壊そうと企んだことから）または「女人間発電所」（風香命名）。アメリカでも「Lady Destroyer」と呼ばれている。
- 紙テープの色は湘南電車カラーのオレンジと緑（地元をJR東海道線が通ることから）。
- 雨女であることが有名。WAVEのCATCH THE WAVEに参戦した際はほとんどの会場のある場所で雨が降った。
- 平塚市立八幡小学校、平塚市立神明中学校、 神奈川県立平塚江南高等学校、日本ウェルネススポーツ専門学校卒業。
- 「友人」を名乗る覆面レスラーとして「マスクドひろよん」がおり、覆面MANIAなどに参戦。

## 経歴
吉田万里子にスカウトされ、プロレスラーを志す。
自主興行「息吹」で活動していた吉田が新人をさがしていたとき、以前から通っていたサンボ道場の先生に松本を紹介された。
松本は、そのサンボ道場の先生が関わるスポーツ専門学校の生徒だった。学校の授業にマッサージがあり、その練習として吉田の道場に呼ばれプロレスの練習風景を見て興味を抱き、門下生となった。
2006年
- 3月19日、新木場1stRINGにおいて、市井舞との5分エキシビションマッチでプレデビュー戦。
- 7月16日、新宿FACEにおいて、小林華子との15分1本勝負でデビュー戦。6分38秒、ボディスラムからの片エビ固めで勝利。

2007年
- 5月5日、後楽園ホールにおいて、渋谷シュウと組み、吉田万里子・里村明衣子組と対戦。松本がバックドロップからの片エビ固めで吉田から勝利。
- 7月、フランス遠征。
- 8月26日、大畠美咲と共にプロレスリングWAVE旗揚げに参戦（vs紫雷美央・紫雷イオ、時間切れ引き分け）。
- 10月7日、中川ともかと共にアイスリボン初参戦（vs希月あおい・石井美紀、勝者は中川）。このとき、「会場（市ヶ谷アイスボックス）を破壊する」と発言。

2008年
- 1月12日・1月27日・2月11日、NEOシングルトーナメント「NEO STAGE08」で優勝。
  - その間に参戦した2月3日のNEO綱島道場大会で道場の壁を破壊し、「女・破壊王」「破壊女王」と名づけられる[3]。
- 3月2日、NEO後楽園大会、松尾永遠のNEO統一2冠王座に挑戦し敗戦。
  - これが元で、7日のアイスリボン（3WAY戦、vsりほvs聖菜）で、選手コールの際、さくらえみから「チャンピオンになり損ねた女」と揶揄される上に、試合中の場外乱闘で、りほからバケツの水を被せられる。以降バケツの水はアイスリボンでの松本絡みの場外戦の必需品ともなる。
- 4月20日・5月23日・6月27日、センダイガールズプロレスリング主催「第1回じゃじゃ馬トーナメント」に出場し優勝。
  - 4月20日の大会（1回戦）では、アイスリボンさくらえみ代表の依頼で牧場みのりのセコンドと、市ヶ谷への報告係も務めた。この絡みで4月25日市ヶ谷大会で対戦。
- 6月19日、アイスリボン、さくらえみと組んだ、対大畠美咲・真琴戦、元ひきこもりの相手に合わせ、さくらと共に制服で試合をする（試合は松本の勝利）。
- 7月1日、アイスリボン、趙雲子龍とのタッグでインターナショナル・リボンタッグ王座に挑戦するも敗戦。
- 7月13日、NEO主催「ミッドサマー・タッグトーナメント」に出場し優勝（パートナーは井上京子）
- 10月12日、OZアカデミー新宿FACE大会。OZアカデミー認定無差別級次期挑戦者決定リーグ戦において、アジャ・コングから勝利を奪う。試合後、当時の輝組（仮・現在のジャングル・ジャック21）加入を直訴し、認められる。
- 11月1日、アイスリボン千本桜ホール大会にて、グラン浜田と対戦。
- 12月21日、息吹後楽園ホール大会、中島安里紗の持つJWP認定ジュニア王座&POP王座（JWPジュニア二冠王座）に挑戦し勝利。タイトル獲得に成功した。
- 12月31日、アイスリボン市ヶ谷大会夜の部、真琴と組んでのvs希月あおい・聖菜戦で、年間150試合に到達（その4分の1はアイスリボンでの試合）。

2009年
- 2月1日、息吹新木場大会、挑戦者に仙台幸子（センダイガールズ）を迎えてのJWPジュニア2冠選手権試合に勝利し、初防衛に成功。
- 2月5日、OZアカデミー新宿FACE大会、アジャ・コングと共に尾崎魔弓・KAORUのOZアカデミー認定タッグ王座に挑戦し勝利。3冠を達成した。
- 2月8日、JWP・NEO東京キネマ倶楽部大会、JWPでピンキー真由香とのJWPジュニア2冠選手権試合に勝利し、2度目の防衛に成功するも、NEOシングルトーナメント「NEO STAGE09」には決勝で宮崎有妃に敗戦。
- 3月18日、アイスリボン道場マッチ、vs星ハム子戦での場外乱闘中、ハム子へのボディアタックで会場の壁に穴を開けてしまう。
- 3月29日、NEO女子プロレスで井上京子とのタッグでNEO認定タッグ王座を獲得。
- 5月31日、息吹後楽園大会、大畠美咲とのJWPジュニア2冠選手権試合に敗れ、シングルのベルトを失った。
- 8月29日、NEO大阪大会、NEO認定タッグ選手権試合で、パッション・レッド（高橋奈苗・華名）相手にフルタイムドロー。規定により、王座防衛。
- 10月10日、NEO新木場大会、NEO認定タッグ選手権試合、vsパッション・レッド（高橋奈苗・華名）戦に敗れ、タッグベルトを失っただけでなく、この試合で足を負傷。1ヶ月間の欠場を余儀なくされる。
- 11月8日、息吹後楽園大会、vs江本敦子戦（3本勝負）で復帰。

2010年
- 1月4日、アイスリボン新木場大会、インターナショナル・リボンタッグ王者決定戦に星ハム子とのチームで出場し勝利（vs高橋奈苗・市井舞）。
- 2月13日、WAVE第100回記念新木場大会のメインエベンターに抜擢。渋谷シュウと組み、桜花由美・華名組と対戦も、渋谷が桜花のタイガースープレックスホールドを受けて敗戦。
- 2月20日、アイスリボン大阪ミナミ ムーブ・オン アリーナ大会、インターナショナル・リボンタッグ選手権試合、2度目の防衛に失敗（vs高橋奈苗・しもうま和美）。
- 4月9日、センダイガールズ主催「第2回戦場トーナメント」に出場したが、水波綾に敗れ1回戦敗退。
- 4月11日から17日、中川ともか、大畠美咲、栗原あゆみとともに北米遠征。その間SHIMMER・JAPWに参戦。
- 7月30日、茨城県守谷市の廃墟で行われたDDT「廃墟プロレス」にて、HARASHIMAと組んで路上マッチによるKO-D無差別級王座に挑戦し敗戦。
  - 7月3日、福岡県久留米市で試合後、唐人町商店街の喫茶店にいたところに、DDT路上マッチ（KO-D無差別級選手権試合・高木三四郎・澤宗紀vs中澤マイケル・HARASHIMA戦）に遭遇。高木に促され試合に乱入したのがきっかけで参戦が決まった。
- 11月6日、WAVE新木場大会「8時だョ!全員集合!」の広田さくら戦、広田のコスプレ「ヒロチャンマン（タケチャンマン）」に合わせて「オレンジデビル（ブラックデビル）」で応戦し勝利（このコスプレは興行名に対する皮肉と見られる）。

2011年
- 1月4日、WAVE新宿大会、「下野佐和子十番勝負」初戦の相手となり、勝利。
- 3月26日、シカゴで行われたSHIMMER37（昼）で大畠美咲との「チーム3S」で、カナディアンニンジャズ（ポーシャ・ペレス&ニコル・マヒューズ）の持つSHIMMERタッグ王座に挑戦し、王座奪取に成功。SHIMMER38（夜）で初防衛。
- 3月27日、SHIMMER39（昼）でタッグ王座2度目の防衛に成功するが、SHIMMER40（夜）でデイジー・ヘイズ&中川ともか組に敗れ王座陥落。
- 4月2日、アトランタで開かれたROHのPPV「オナー・テイクス・センター・ステージ」で栗原あゆみと組んでSHIMMERタッグ王座に挑戦するが、奪取ならず。
- 4月10日、OZアカデミー新宿大会、中川ともかとのタッグで永島千佳世&加藤園子が持つOZアカデミー認定タッグ王座に挑戦して勝利。
- 5月8日、中川ともかと共にREINA旗揚げに参戦。井上貴子&シルエタ組と対戦し、シルエタから勝利。
- 5月15日、REINA新木場大会でミア・イムの来日初シングルの相手となり、勝利。
- 5月29日、スターダム初参戦（vs須佐えり戦）。
- 6月4日、REINA横浜ラジアントホール大会でシルエタとのシングルに勝利。
- 6月26日、OZアカデミー新宿大会、タッグ王座の防衛戦としてカルロス天野&豊田真奈美組の挑戦を受けるが、敗れて王座陥落。
- 7月17日、ZERO1越谷レイクタウン大会でアジャ・コングとシングルも敗戦。
- 10月1日、SHIMMER42（夜）でマディソン・イーグルが持つシングル王座に挑戦も奪取失敗。
- 10月16日、OZアカデミー新宿大会、尾崎魔弓の指名によりJJ21を離脱して正危軍入り。

2012年
- 1月28日、ZERO1道場マッチで「破壊王子」こと橋本大地とミックスタッグを組む。クレイグ・クラシック&ケリー・スケーター組と対戦し、ケリーからフォールを奪う。
- 4月28日、ZERO1朝霞駅前大会で地元出身の夕陽とシングル。翌日の足利大会でも対戦して連勝。
- 5月3日、スターダム後楽園大会、高橋奈苗が持つワールド・オブ・スターダム王座に挑戦も奪取失敗。
- 5月16日、ZERO1後楽園大会で夕陽と3度目のシングル。
- 6月3日、スターダム大阪大会、美闘陽子とタッグを組み、愛川ゆず季&夕陽組と対戦し、ひろよストーンで夕陽からフォールを奪う。試合後、愛川率いる全力女子入り。
- 8月19日、OZアカデミー後楽園大会、永島千佳世が持つOZアカデミー認定無差別級王座に挑戦も奪取失敗。
- 9月16日、我闘雲舞に初参戦。CHANGOと組んで星誕期&中森華子組と対戦して勝利。参戦に至った理由は「華子を甘やかさないよう刺激を与えるため」だという[4]。
- 9月23日、アイスリボン後楽園大会にて、大島くじらの再デビュー戦の相手を務める。
- 10月27日、SHIMMER50（夜）でゴジラのマスクを被って試合に挑んだ。
- 10月28日、SHIMMER51（昼）でサラヤ・ナイトの持つSHIMMER王座に挑戦。ミスシェフ、ケリー・スケーターも合わせた4WAYマッチとなったが奪取ならず。
- 11月18日、東京タワーで開催されたZERO1のチャリティー興行で夕陽と4度目のシングル。
- 12月20日、我闘雲舞板橋大会にて、さくらえみが持つEVE王座に挑戦するが、引き分けで王座ならず。
- 12月24日、スターダム後楽園大会で夕陽と組み、「川崎葛飾最強伝説」（夏樹☆たいよう&世IV虎）が持つゴッデス・オブ・スターダム王座に挑むが、奪取ならず。

2013年
- 3月10日、OZアカデミー横浜赤レンガ倉庫大会にて、中川ともかとのタッグで尾崎魔弓&桜花由美組を倒しOZアカデミー認定タッグ王座返り咲きを果たす。
- 4月24日、OZアカデミー後楽園大会、アジャ・コング&志田光組に敗れタッグ王座陥落。
- 8月4日、ディアナに初参戦。「井上京子指名選手」としてSareeeとシングルで対戦し、東海道落としで勝利。
- 8月11日、OZアカデミー新宿大会、アジャ&志田組からタッグ王座を奪還。
- 8月17日、スターダム後楽園大会、アルファ・フィーメルとの（風香曰く）「日独モンスター対決」を引き分ける。
- 10月19日、1年ぶりのSHIMMER参戦。チアリーダー・メリッサが持つSHIMMER王座に挑戦も敗戦。
- 10月25日、中川ともかとともにフロリダのiPPV団体「シャイン・レスリング」初参戦。レインが持つSHINE王座に挑むが敗戦。
- 10月30日、WAVE後楽園大会、GAMI引退記念5人掛けのひとりとして登場。
- 11月26日から12月1日、WRESTLE-1九州ツアーに帯同。
- 12月29日、スターダム後楽園大会、脇澤美穂&岩谷麻優との「たわしーず」でアーティスト・オブ・スターダム王座獲得。

2014年
- WAVE主催「Catch the WAVE 2014」に初出場。
- 6月8日、小橋建太プロデュース「Fortune Dream 1」にて里村明衣子と対戦して勝利する。
- 6月11日、同年におけるWAVE参戦日がすべて雨だったため、二上美紀子社長よりリーグ最終戦も雨だったらWAVE追放を通達される。
- 8月31日、左膝前十字靭帯断裂及び半月板損傷により長期欠場を発表。

2015年
- 4月5日、第65回湘南ひらつか七夕まつりの湘南ひらつか織り姫に選ばれる。また同月より中川ともかの引退試合のツアーのためアメリカに帯同して一試合のみ復帰している。
- 6月27日、新木場で行われる自身初の自主興行「ヒロヨの逆襲」で復帰。同大会には木村響子とメインで一騎討ちを行う予定だったが木村が怪我をしたため中島安里紗とのシングルに変更して対戦するも敗北。またOZアカデミーにも再び参戦予定でアジャ・コングとの一騎討ちを行う。

2017年
- 8月20日、OZアカデミー後楽園ホール大会において、OZアカデミー認定無差別級選手権試合で志田光と対戦。25分49秒、片エビ固めで勝利し3度目のタイトル防衛に成功。[5]。

2018年
- 2018年WWEメイ・ヤング・クラシックではDAY2の2回戦敗退。敗れた2回戦のトニー・ストーム戦は途中まで互角の攻防であったが、最後にクローズラインをかわされ、そのまま丸め込まれて逆転フォール負けを許してしまった[6]。
- 12月2日に開催されたOZアカデミー後楽園ホール大会にて、OZアカデミー認定タッグ王座を、世志琥&山下りな組から、米山香織とのタッグ獣友で奪取。第29代王者となる。

2019年
- 4月、DASH・チサコの新タッグチーム「令和アルテマパワーズ」を結成[7]。

## 主な参戦団体
- OZアカデミー（アジャ・コングの一派「ジャングル・ジャック21」に所属していたが、2011年に尾崎魔弓の一派「正危軍」に移籍。その後アジャ・コングの一派「獣友」に所属している。2021年現在の主戦場の一つ。）
- センダイガールズ（第一回じゃじゃ馬トーナメントに出場後、定期的に参戦を続けている。同期のDASH・チサコとのタッグチーム「令和アルテマパワーズ」を結成するなど、主戦場の一つになっている。）
- アイスリボン（かつてさくらえみ・安藤あいかとユニットを組んだり、りほにも振り回され続けていた。アイスリボンの選手と松本が他団体の同じ大会に参戦する際、セコンドや連絡係にもなる。他の団体と大会が被らない限りはオファーを出す方針）
- JWP女子プロレス（ジュニア2冠を持っていた）
- NEO女子プロレス（井上京子とのタッグや、シングルのトーナメント等で上位に入ることが多い）
- プロレスリングWAVE（旗揚げ戦に参戦し、100回記念大会のメインエベンターも務めた）
- スターダム（高橋奈苗の一派「奈苗軍団」に所属していたが、2012年に愛川ゆず季の一派「全力女子」に移籍。2014年現在は「たわしーず」として活動）
- ZERO1（ZERO1道場で練習しており、主に地方遠征に帯同。また、2012年にデビューした夕陽とシングルで対戦）
- SHIMMER（2010年以降常連参戦しており、タッグ王座も保持していた）
- 我闘雲舞（日本での定期興行である『Gatoh-Move Japan tour』（2012年10月に『Gatoh-meet』から呼称変更）に参戦）
- WRESTLE-1（女子プロレスマッチに参戦）

## 得意技
- ライガーボム
  - デビル雅美から伝承。主なフィニッシャー。
- ロックドロップ
- 東海道落とし
  - アルゼンチン・バックブリーカーから相手をプッシュアップし、突き立てた片膝に相手の腹部を突き刺す
- ひろよストーン
  - アルゼンチン・バックブリーカーから相手をプッシュアップし、自身は倒れこみ剣山の要領で両膝に相手の腹部を突き刺す。
- アルゼンチン・バックブリーカー
- ローリングエルボー
- ボディアタック
  - コーナーポストもしくは市ヶ谷の壁に相手を挟み込む形

## 入場テーマ曲
- LIVE HAPPY（C+C Music Factory feat.Zelma Davis）

## タイトル歴
JWP女子プロレス
- 第16代&第6代JWP認定ジュニア&POP王座

OZアカデミー女子プロレス
- 第20代OZアカデミー認定無差別級王座
- 第3代、第12代、第17代、第19代、第29代OZアカデミー認定タッグ王座（パートナーは第3代アジャ・コング→第12代、第17代、第19代中川ともか→第29代米山香織）

NEO女子プロレス
- NEO認定タッグ王座（パートナーは井上京子）

アイスリボン
- 第8代、第52代インターナショナルリボンタッグ王座（パートナーは星ハム子→藤本つかさ）

SWA
- 第3代SHIMMERタッグ王座（パートナーは大畠美咲）

DDTプロレスリング
- 第911代アイアンマンヘビーメタル級王座

スターダム
- 第11代ゴッデス・オブ・スターダム王座（パートナーはジャングル叫女）
- 第4代アーティスト・オブ・スターダム王座（パートナーは脇澤美穂&岩谷麻優）

センダイガールズプロレスリング
- 第5代センダイガールズワールドシングルチャンピオンシップ
- 第9代、第15代、第17代センダイガールズワールドタッグチームチャンピオンシップ（パートナーはいずれもDASH・チサコ）
- じゃじゃ馬トーナメント優勝（2008年）

超花火プロレス
- 第5代、第7代爆女王

SEAdLINNNG
- 第8代BEYOND THE SEA SINGLE王座
- 第5代、第10代BEYOND THE SEA TAG TEAM王座（パートナーは世志琥→高橋奈七永）

## メディア出演

### 映画
- デルシネ「エル・シュリケンvs新昆虫デスキート」(2016年10月15日京都国際映画祭・2017年4月23日沖縄国際映画祭、他上映）[8]– ラ・マルティージャ 役

### テレビドラマ
- 豆腐プロレス    第20話 （2017年6月3日）-マネージャー役